# Остроленка (Радомський повіт)
Остроленка (пол. Ostrołęka) — село в Польщі, у гміні Пшитик Радомського повіту Мазовецького воєводства.
Населення — 205 осіб (2011).
У 1975-1998 роках село належало до Радомського воєводства.

## Демографія
Демографічна структура станом на 31 березня 2011 року:
|          | Загалом | Допрацездатний вік | Працездатний вік | Постпрацездатний вік |
| -------- | ------- | ------------------ | ---------------- | -------------------- |
| Чоловіки | 102     | 24                 | 68               | 10                   |
| Жінки    | 103     | 32                 | 50               | 21                   |
| Разом    | 205     | 56                 | 118              | 31                   |